# 18997 Mizrahi
18997 Mizrahi (2000 RG54) là một tiểu hành tinh vành đai chính được phát hiện ngày 1 tháng 9 năm 2000 bởi nhóm nghiên cứu tiểu hành tinh gần Trái Đất phòng thí nghiệm Lincoln ở Socorro.